# Delia Scala Story
Delia Scala Story è stato un varietà televisivo di Pietro Garinei, Sandro Giovannini e Antonio Amurri, trasmesso dalla Rai dal 24 febbraio al 16 marzo 1968, per la regia di Vito Molinari. Articolato in quattro puntate, andava in onda il sabato sera sul Programma Nazionale. 

## Produzione
L'impostazione scenica era assai originale. Fu una sorta di controspettacolo del sabato, uno show deliberatamente senza sfarzo. Delia Scala si trovava essenzialmente sola in uno studio quasi privo di scenografia, con i ballerini che ogni tanto coloravano la descrizione, a raccontare in prima persona i passi della propria ricca carriera, ricevendo separatamente, in un susseguirsi di visite "a sorpresa", i principali artisti con cui in passato aveva collaborato. In un accendersi di lampadine di ricordi, con ciascuno venivano costruiti piccoli quadri recitati, cantati o danzati, richiamando gli spettacoli realizzati insieme o le occasioni di incontro. Fra gli ospiti: Ugo Tognazzi, Marcello Mastroianni, Walter Chiari, Peppino De Filippo, Renato Rascel, il Quartetto Cetra, Nino Taranto, Paolo Panelli, Gino Cervi, Alberto Sordi, Nino Manfredi, Romolo Valli.